# عتمة نفسية
العَتَمَةُ النَفْسِيَّة (بالإنجليزية: mental scotoma)‏ هي شيء في علم النفس، يتمثّل بإرسال إشارة إلى المخ بعدم رؤية الأشياء وتخيلها رغم انها موجودة بالفعل أمامنا. مثلا تخيل ان شخصا ما طلب منك إحضار الملح، وفي أثناء سيرك الي الحجرة المجاورة لإحضاره تقول لنفسك ((ولكنني لا ادري اين يوجد)) وبعد أن تمضي بضغ دقائق في البحث ياتي طالب الملح ويتناوله من الرف الموجود امامك تماما، فعندما قلت انك لا تسطيع ان تجد الملح فانك قد اعطيت اشاره الي مخك بانك لا تراه. هذا ما يسمّى الأسكوتوما في علم النفس